# 연미정
연미정(燕尾亭)은 인천광역시 강화군 강화읍에 있는 고려시대의 누정이다. 1995년 3월 2일 인천광역시의 유형문화재 제24호로 지정되었다.

## 개요
자연경관을 보며 풍류를 즐기거나 학문을 공부하던 정자이다. 한강과 임진강의 합해진 물줄기가 하나는 서해로, 또 하나는 강화해협으로 흐르는데, 이 모양이 마치 제비꼬리 같다고 해서 정자 이름을 연미정이라 지었다고 한다. 언제 처음 지었는지 정확히 알지 못하나 고려 고종(재위 1213∼1259)이 사립교육기관인 구재(九齋)의 학생들을 이곳에 모아놓고 공부하게 했다는 기록이 있다. 또한 조선 중종 5년(1510년) 삼포왜란 때 큰 공을 세운 황형에게 이 정자를 주었다고 한다. 인조 5년(1627년) 정묘호란 때에는 강화조약을 체결했던 곳이기도 하다. 앞면 3칸·옆면 2칸 규모이며, 지붕 옆면이 여덟 팔(八)자 모양인 팔작지붕집이다. 연미정은 강화십경의 하나로서 뛰어난 경치를 이루고 있다.

## 현지 안내문
월곳리는 임진강과 한강이 만나는 지점으로 서해와 인천으로 물길이 흐르는 모양이 제비꼬리와 같다하여 정자의 이름을 연미정이라 하였다.
강화 10경의 하나로 손꼽히는 절경을 이루는 곳으로 옛날에는 서해로부터 서울로 가는 배가 이 정자 밑에 닻을 내려 조류를 기다려 한강으로 들어 갔다고 한다. 건립연대는 정확하지 않지만, 고려 1244년 왕이 구제(九齊)의 학생들을 이곳에 모아 면학케하였다는 기록이 있다. 정묘호란 때 인조가 청나라와 굴욕적인 형제관계의 강화조약을 맺었던 곳이기도 하다. 이후 영조20년(1744)에 중건되었고, 1891년 중수한 후 여러 차례 보수되었다.

## 같이 보기
- 삼포왜란

## 참고 자료
- 연미정 - 국가유산청 국가유산포털